# Schwarme
Schwarme là một đô thị ở huyện Diepholz, trong bang Niedersachsen, Đức. Đô thị này có diện tích 24,29 km².